# Katrin Meißner
Katrin Meißner (Berlino Est, 17 gennaio 1973) è un'ex nuotatrice tedesca.
Vinse tre medaglie all'Olimpiade di Seul 1988.
La quindicenne Meissner trionfò con le staffette veloci della Germania Est (4x100 m sl e 4x100 m mista), e riuscì a conquistare un bronzo individuale nei 50 m sl.
Nel suo palmarès vi è anche un titolo mondiale a Fukuoka nel 2001 con la staffetta 4x100 m sl. Vinse poi numerose altre medaglie, sia mondiali che europee, soprattutto in staffetta (ottenne solo una medaglia d'oro individuale nel 1989 ai Campionati europei di Bonn nei 100 m sl).
Nuotatrice molto longeva, ottenne le sue ultime medaglie nel 2003 ai mondiali di Barcellona e agli europei in vasca corta a Dublino.

## Palmarès
- Olimpiadi

Seul 1988: oro nella 4x100m sl e nella 4x100m misti e bronzo nei 50m sl.
- Mondiali

Roma 1994: bronzo nella 4x100m sl.
Perth 1998: argento nella 4x100m sl.
Fukuoka 2001: oro nella 4x100m sl e argento nei 100m sl.
Barcellona 2003: argento nella 4x100m sl.
- Mondiali in vasca corta

Göteborg 1997: argento nella 4x100m sl.
Atene 2000: argento nella 4x100m sl e nella 4x100m misti.
- Europei

Strasburgo 1987: oro nella 4x100m sl e argento nei 50m sl.
Bonn 1989: oro nei 100m sl, nella 4x100m sl e nella 4x100m misti e bronzo nei 50m sl.
Atene 1991: argento nella 4x100m sl e nella 4x100m misti.
Siviglia 1997: oro nella 4x100m sl e nella 4x100m misti.
Istanbul 1999: oro nella 4x100m sl e argento nella 4x100m misti.
Berlino 2002: oro nella 4x100m sl.
- Europei in vasca corta

Rostock 1996: oro nella 4x50m sl.
Sheffield 1998: oro nella 4x50m sl e nella 4x50m misti e argento nei 50m sl.
Lisbona 1999: argento nella 4x50m sl e nella 4x50m misti.
Anversa 2001: argento nella 4x50m misti e bronzo nella 4x50m sl.
Dublino 2003: bronzo nella 4x50m sl.
- Vincitrice della Coppa del Mondo delle distanze brevi sl nel 1997, nel 1998 e nel 1999